# بيث هاربيسون
بيث هاربيسون (بالإنجليزية: Beth Harbison)‏ هي كاتِبة أمريكية، ولدت في 6 يوليو 1966 في بوتوماك في الولايات المتحدة.

## وصلات خارجية
- بيث هاربيسون على موقع IMDb (الإنجليزية)